# 김극핍
김극핍(1472년 ~ 1531년)은 조선 중기의 문신이다. 본관은 광산, 자는 자성, 시호는 정평이다. 심정, 이항과 함께 3간으로 불리었고 문과에 급제하여 중종 때 좌찬성을 지냈다. 김겸광의 아들이며 김명윤의 아버지이다. 김국광의 조카이기도 하다.

## 생애
문과에 급제한 이후 연산군 6년인 1500년에 검열이 되었고 1502년에는 검토관이 되었다. 그 이후 1503년에는 수찬, 지제교를 지냈고 1504년에는 지평에 이르렀다. 하지만 예조정랑을 제수받은 뒤에 갑자사화에 연루되어서 관직에서 쫓겨났다가 중종반정 이후 복직하여 1507년에 다시 시독관, 시강관에 올랐고 1508년에는 장령에 제수되었다. 이후 부응교를 하다가 1509년에는 사간, 집의를 했고 1510년에는 정3품의 반열에 올라서 직제학이 되었으며 다시 시강관을 겸했다. 1511년에 당상관에 올라서 동부승지가 되었고 이후 1512년에 우승지로 승차했다가 좌부승지로 전임되었다. 1513년에는 호조참의로 옮겼다가 다시 좌승지가 되었고 이후 참찬관을 겸했으며 좌승지로 재임 중에 박영문의 옥사 당시 국문에 참여했다. 이후 1514년에는 종2품으로 승차해서 공조참판이 되었고 1515년에는 충청도관찰사로 외직에 나갔다가 1516년에는 한성부우윤으로 내직에 돌아와서 특진관을 겸했다. 이후 다시 충청도관찰사로 외직에 나갔다가 1517년에는 이조참판으로 내직에 돌아와서 다시 특진관을 겸했고 1518년에 호조판서로 승차했으나 대간들의 탄핵으로 다시 이조참판으로 좌천되었다. 하지만 다시 공조판서로 승차하여 다시 정경의 반열에 올랐고 사은사로 명나라에 다녀온 뒤에 지돈녕부사가 되었다. 이후 특진관을 다시 겸하다가 1520년에는 우참찬, 좌참찬, 형조판서 등을 하면서 계속 특진관을 겸했고 1521년에도 형조판서의 자리를 유지하다가 지중추부사로 물러났다. 그 뒤 1522년에 다시 형조판서로 특진관을 겸했고 좌참찬을 하다가 1523년에는 대사헌이 되었다. 이후 동지중추부사로 옮겼다가 다시 호조판서가 되었고 특진관을 겸한 뒤에 1524년에는 이조판서로 옮겼다. 이후 전라도양전순찰사를 하다가 다시 좌참찬이 되었고 1525년에도 우참찬, 좌참찬을 번갈아 하다가 병조판서가 되었다. 이후 장악원제조를 겸했고 1527년에는 다시 호조판서로 옮겼는데 이 때 세자빈객을 겸하게 된다. 이후 우찬성으로 승차했고 1528년에는 좌찬성으로 승차하였다. 이후 다시 대사헌을 하다가 또 다시 우찬성과 좌찬성을 하면서 지경연사, 세자시강원이사를 겸했다. 하지만 1530년에 김안로와 허항의 탄핵을 받아서 고신을 박탈당한 뒤에 몰락하였고 울분으로 단식하다가 1531년에 별세하였다. 1538년에 김안로 일파가 몰락한 뒤에 신원되었다.

## 평가
이항, 심정과 함께 세간에서 삼간으로 지칭했으며 사림파와 대립해서 많은 비난을 받기도 하였다. 그러나 한편으로는 마음이 너그럽고 후덕하였다는 평가도 있다.

## 가족 관계
아버지인 김겸광은 좌참찬을 지냈고, 아들인 김명윤도 좌찬성을 지냈다. 숙부인 김국광은 좌의정을 지냈다.